# Servais Verherstraeten
Servais Verherstraeten (Balen, 29 gennaio 1960) è un politico belga, membro dei Cristiano-Democratici e Fiamminghi. È un membro di lunga data della Camera dei rappresentanti e dal 25 maggio 2014, ha guidato la lista CD&V alla Camera dei rappresentanti per la circoscrizione di Anversa,.
Dal 2011 al 2014 è stato Segretario di Stato federale per la riforma istituzionale e la gestione delle costruzioni nel governo Governo Di Rupo. È anche membro del consiglio comunale di Mol.

## Biografia
Verherstraeten è cresciuto a Wezel, vicino alla fabbrica di zinco Vieille-Montagne, dove lavoravano suo padre e suo nonno. Gli eventi della commedia e del film Groenten uit Balen di Walter van den Broeck hanno influenzato la sua giovinezza. Ha frequentato la scuola superiore presso il Sint-Jan Berchmans College a Mol. Successivamente ha studiato giurisprudenza presso la Katholieke Universiteit Leuven, dove è diventato attivo con gli Studenti Democratici Cristiani e la Compagnia legale reale fiamminga. Nel 1983 è diventato avvocato del bar di Turnhout.
Nel 1988 ha guidato il Partito Popolare Cristiano nelle elezioni municipali a Mol. Come nuovo arrivato nella politica municipale, fu in grado di riportare il partito alla maggioranza e divenne allo stesso tempo assessore ai lavori pubblici. Nel 1994 fu in grado di rafforzare il risultato elettorale positivo e divenne primo assessore. Dal 21 maggio 1995, Verherstraeten è anche rappresentante federale del distretto elettorale di Anversa. Nel contesto del dibattito sul divieto di cumulo per i politici, si è dimesso dal collegio marittimo. Da allora è rimasto attivo come leader del partito della CD&V nel consiglio comunale di Mol.
In termini di contenuto, i suoi interessi parlamentari hanno riguardato le commissioni Giustizia e Costituzione. Divenne noto come membro dei comitati di ricerca Dutroux-bis, Sabena e Fortis. Verherstraeten è stato anche un sostenitore di importanti investimenti nel Campine, e anche nel settore delle ferrovie e delle attività di ricerca nucleare.
Dopo le elezioni del 2007, è diventato leader del partito per il cartello CD&V/N-VA in Aula. Durante il governo Leterme I, il governo Van Rompuy e il governo Leterme II, è apparso sui media spesso come portavoce politico per il suo partito. Dopo le elezioni del 2010, ha scritto un'analisi dei risultati elettorali commissionati dalla CD&V con il titolo "Perdite che facciamo insieme e che vinci di nuovo".
Nella formazione del governo Di Rupo lui e il presidente del partito Wouter Beke sono stati i negoziatori della coalizione socio-economica. Nel dicembre 2011 è diventato Segretario di Stato per la riforma dello Stato e del Consiglio degli Edifici nel governo federale. Insieme a Melchior Wathelet, ha eseguito la sesta riforma dello Stato. Di conseguenza, nel luglio 2012 il distretto elettorale di Bruxelles-Halle-Vilvoorde è stato diviso. Il 5 marzo 2013 è diventato responsabile dello sviluppo sostenibile.
Dopo la formazione del governo Michel I, è diventato di nuovo il leader della CD&V alla Camera dei rappresentanti.
È sposato e ha due figli.